# Mistrzostwa Świata w Piłce Ręcznej Mężczyzn 2019
Mistrzostwa Świata w Piłce Ręcznej Mężczyzn 2019 – dwudzieste szóste mistrzostwa świata w piłce ręcznej mężczyzn, oficjalny międzynarodowy turniej organizowany przez IHF mający na celu wyłonienie najlepszej męskiej reprezentacji narodowej w piłce ręcznej na świecie, który odbywał się w Danii i Niemczech w dniach 10-27 stycznia 2019 roku. W zawodach występowały dwadzieścia cztery zespoły, automatycznie do mistrzostw zakwalifikowała się Francja jako mistrz świata z 2017 oraz reprezentacje Danii i Niemiec jako gospodarze zawodów. O pozostałe miejsca odbywały się kontynentalne eliminacje.
Sprzedaż biletów została uruchomiona w połowie grudnia 2017 roku, następne zaś w transzach, w lipcu 2018 roku ich sprzedaż przekroczyła czterysta tysięcy sztuk. Transmisje telewizyjne przeprowadziło kilkadziesiąt stacji z całego świata, w terytoriach nimi nie objętych dostępne były w Internecie, zawody można było śledzić również w mediach społecznościowych, dodatkowo w pięciu z sześciu miast-gospodarzy przygotowano także strefy kibiców.
Oficjalną turniejową piłkę przedstawiono na początku maja 2018 roku, zaś oficjalną piosenkę mistrzostw przygotowali Duńczyk DJ Kongsted i Niemiec Dominik Klein, a miała ona premierę na początku kwietnia 2019 roku. Zorganizowano także konkurs na projekt maskotki zawodów rozstrzygnięty podczas losowania grup, zaś ich ambasadorami zostali Javi Martínez, Dominik Klein, Lukas Podolski, Heiner Brand, Andreas Neuendorf, Torsten Mattuschka, Stefan Kretzschmar, Pascal Hens, Henning Fritz, Lars T. Jørgensen, Jesper Nøddesbo i Kasper Søndergaard
Spośród trzynastu europejskich zespołów do fazy zasadniczej awansowało dziewięć. Półfinały były również wewnątrzeuropejską sprawą, tytuł mistrza świata po raz pierwszy w historii zdobyła reprezentacja Danii pokonując w finale Norwegów, brąz natomiast wywalczyli Francuzi.
Po zakończonym turnieju IHF opublikowała statystyki indywidualne i drużynowe.

## Wybór organizatora
Na początku lipca 2013 roku Międzynarodowa Federacja Piłki Ręcznej ogłosiła terminarz wyłaniania gospodarza tych mistrzostw oraz wstępną listę zainteresowanych krajów. Listy intencyjne złożyło siedem państw – Dania, Macedonia, Niemcy, Norwegia, Polska, Słowacja i Szwecja. Spośród nich oficjalnej aplikacji w wyznaczonym przez IHF terminie 2 września nie złożyła jedynie Macedonia, zaś Słowacja wystawiła wspólną kandydaturę z Węgrami. Zostały one przedstawione władzom IHF 11 października, a decyzja o przyznaniu praw do organizacji turnieju miała zostać podjęta na spotkaniu Rady IHF jeszcze w 2013 roku. Tuż przed rozpoczęciem kongresu swoje kandydatury wycofały Norwegia i Szwecja, popierając wspólny projekt niemiecko-duński, który przekonał również włodarzy IHF.
Obydwa te kraje samodzielnie organizowały męskie mistrzostwa globu – Dania w 1978, a Niemcy w 2007 roku.

## Obiekty
Pod koniec czerwca 2017 roku do przeprowadzenia meczów organizatorzy wytypowali sześć hal – cztery w Niemczech i dwie w Danii.
| Kopenhaga           | KopenhagaHerning BerlinMonachiumKoloniaHamburg | KopenhagaHerning BerlinMonachiumKoloniaHamburg | KopenhagaHerning BerlinMonachiumKoloniaHamburg | Herning           |
| Royal Arena         | KopenhagaHerning BerlinMonachiumKoloniaHamburg | KopenhagaHerning BerlinMonachiumKoloniaHamburg | KopenhagaHerning BerlinMonachiumKoloniaHamburg | Jyske Bank Boxen  |
| Pojemność: 13 000   | KopenhagaHerning BerlinMonachiumKoloniaHamburg | KopenhagaHerning BerlinMonachiumKoloniaHamburg | KopenhagaHerning BerlinMonachiumKoloniaHamburg | Pojemność: 15 000 |
|                     | KopenhagaHerning BerlinMonachiumKoloniaHamburg | KopenhagaHerning BerlinMonachiumKoloniaHamburg | KopenhagaHerning BerlinMonachiumKoloniaHamburg |                   |
| Berlin              | KopenhagaHerning BerlinMonachiumKoloniaHamburg | KopenhagaHerning BerlinMonachiumKoloniaHamburg | KopenhagaHerning BerlinMonachiumKoloniaHamburg | Monachium         |
| Mercedes-Benz Arena | KopenhagaHerning BerlinMonachiumKoloniaHamburg | KopenhagaHerning BerlinMonachiumKoloniaHamburg | KopenhagaHerning BerlinMonachiumKoloniaHamburg | Olympiahalle      |
| Pojemność: 14 800   | KopenhagaHerning BerlinMonachiumKoloniaHamburg | KopenhagaHerning BerlinMonachiumKoloniaHamburg | KopenhagaHerning BerlinMonachiumKoloniaHamburg | Pojemność: 12 000 |
|                     | KopenhagaHerning BerlinMonachiumKoloniaHamburg | KopenhagaHerning BerlinMonachiumKoloniaHamburg | KopenhagaHerning BerlinMonachiumKoloniaHamburg |                   |
| Kolonia             | KopenhagaHerning BerlinMonachiumKoloniaHamburg | KopenhagaHerning BerlinMonachiumKoloniaHamburg | KopenhagaHerning BerlinMonachiumKoloniaHamburg | Hamburg           |
| Lanxess Arena       | KopenhagaHerning BerlinMonachiumKoloniaHamburg | KopenhagaHerning BerlinMonachiumKoloniaHamburg | KopenhagaHerning BerlinMonachiumKoloniaHamburg | Barclaycard Arena |
| Pojemność: 19 250   | KopenhagaHerning BerlinMonachiumKoloniaHamburg | KopenhagaHerning BerlinMonachiumKoloniaHamburg | KopenhagaHerning BerlinMonachiumKoloniaHamburg | Pojemność: 13 300 |
|                     | KopenhagaHerning BerlinMonachiumKoloniaHamburg | KopenhagaHerning BerlinMonachiumKoloniaHamburg | KopenhagaHerning BerlinMonachiumKoloniaHamburg |                   |

## Zespoły
| Kraj               | Strefa kwalifikacyjna                           | Mistrzostwa 2017 |
| ------------------ | ----------------------------------------------- | ---------------- |
| Dania              | Gospodarz                                       | 10. miejsce      |
| Niemcy             | Gospodarz                                       | 9. miejsce       |
| Francja            | Mistrz świata 2017                              | Mistrzostwo      |
| Tunezja            | Mistrzostwa Afryki 2018 – 1. miejsce            | 19. miejsce      |
| Egipt              | Mistrzostwa Afryki 2018 – 2. miejsce            | 13. miejsce      |
| Angola             | Mistrzostwa Afryki 2018 – 3. miejsce            | 24. miejsce      |
| Argentyna          | Mistrzostwa Ameryki 2018 – 1. miejsce           | 18. miejsce      |
| Brazylia           | Mistrzostwa Ameryki 2018 – 2. miejsce           | 16. miejsce      |
| Chile              | Mistrzostwa Ameryki 2018 – 3. miejsce           | 21. miejsce      |
| Katar              | Mistrzostwa Azji 2018 – 1. miejsce              | 8. miejsce       |
| Bahrajn            | Mistrzostwa Azji 2018 – 2. miejsce              | 23. miejsce      |
| Korea Południowa   | Mistrzostwa Azji 2018 – 3. miejsce              | –                |
| Arabia Saudyjska   | Mistrzostwa Azji 2018 – 4. miejsce              | 20. miejsce      |
| Hiszpania          | Mistrzostwa Europy 2018 – 1. miejsce            | 5. miejsce       |
| Rosja              | zespoły z europejskiego turnieju eliminacyjnego | 12. miejsce      |
| Norwegia           | zespoły z europejskiego turnieju eliminacyjnego | 2. miejsce       |
| Macedonia Północna | zespoły z europejskiego turnieju eliminacyjnego | 15. miejsce      |
| Węgry              | zespoły z europejskiego turnieju eliminacyjnego | 7. miejsce       |
| Szwecja            | zespoły z europejskiego turnieju eliminacyjnego | 6. miejsce       |
| Austria            | zespoły z europejskiego turnieju eliminacyjnego | –                |
| Islandia           | zespoły z europejskiego turnieju eliminacyjnego | 14. miejsce      |
| Serbia             | zespoły z europejskiego turnieju eliminacyjnego | –                |
| Chorwacja          | zespoły z europejskiego turnieju eliminacyjnego | 4. miejsce       |
| Japonia            | „dzika karta” IHF                               | 22. miejsce      |
| Korea              | „dzika karta” IHF                               | –                |

W czerwcu 2018 roku, powołując się na casus udziału wspólnej reprezentacji Korei na Zimowych Igrzyskach Olimpijskich 2018, władze IHF wystosowały zaproszenie do obu krajów do wystawienia łączonej drużyny, na początku października wyraziły one na to zgodę.

## Losowanie grup
Losowanie grup zaplanowano na 25 czerwca 2018 roku w kopenhaskim ratuszu, a przed nim drużyny zostały podzielone na sześć koszyków. Dodatkowo pięć zespołów zostało odgórnie przydzielonych do grup.
| Koszyk 1                        | Koszyk 2                       | Koszyk 3                                | Koszyk 4                          | Koszyk 5                     | Koszyk 6                              |
| ------------------------------- | ------------------------------ | --------------------------------------- | --------------------------------- | ---------------------------- | ------------------------------------- |
| Francja Hiszpania Szwecja Dania | Chorwacja Rosja Norwegia Węgry | Katar Niemcy Austria Macedonia Północna | Serbia Tunezja Islandia Argentyna | Brazylia Egipt Bahrajn Chile | Korea Arabia Saudyjska Angola Japonia |

W wyniku transmitowanego w Internecie losowania wyłonione zostały cztery grupy liczące po sześć zespołów.
| Grupa A Berlin |
| -------------- |
| Francja        |
| Rosja          |
| Niemcy         |
| Serbia         |
| Brazylia       |
| Korea          |

| Grupa B Monachium  |
| ------------------ |
| Hiszpania          |
| Chorwacja          |
| Macedonia Północna |
| Islandia           |
| Bahrajn            |
| Japonia            |

| Grupa C Herning  |
| ---------------- |
| Dania            |
| Norwegia         |
| Austria          |
| Tunezja          |
| Chile            |
| Arabia Saudyjska |

| Grupa D Kopenhaga |
| ----------------- |
| Szwecja           |
| Węgry             |
| Katar             |
| Argentyna         |
| Egipt             |
| Angola            |

## Sędziowie
Lista zawiera szesnaście par sędziowskich.
| Państwo    | Sędziowie                                 |
| ---------- | ----------------------------------------- |
| Argentyna  | Julian Grillo Sebastián Lenci             |
| Chorwacja  | Matija Gubica Boris Milošević             |
| Czarnogóra | Ivan Pavićević Miloš Ražnatović           |
| Czechy     | Václav Horáček Jiří Novotný               |
| Dania      | Martin Gjeding Mads Hansen                |
| Francja    | Karim Gasmi Raouf Gasmi                   |
| Hiszpania  | Óscar López Ángel Ramírez                 |
| Iran       | Majid Kolahdouzan Alireza Mousaviannazhad |

| Państwo            | Sędziowie                         |
| ------------------ | --------------------------------- |
| Macedonia Północna | Ǵorǵi Naczewski Sławe Nikołow     |
| Niemcy             | Robert Schulze Tobias Tönnies     |
| Norwegia           | Håvard Kleven Lars Jørum          |
| Portugalia         | Duarte Santos Ricardo Fonseca     |
| Słowenia           | Bojan Lah David Sok               |
| Szwajcaria         | Arthur Brunner Morad Salah        |
| Szwecja            | Mirza Kurtagic Mattias Wetterwik  |
| Tunezja            | Ismail Boualloucha Ramzi Khenissi |

## Składy
Szerokie składy były przesyłane do IHF do 10 grudnia 2018 roku, natomiast turniejowe opublikowano 11 stycznia 2019 roku.

## System rozgrywek
W marcu 2017 roku władze IHF zadecydowały o powrocie do rozgrywania fazy zasadniczej turnieju w postaci rozgrywek grupowych zamiast czterorundowej fazy pucharowej. Zespoły w pierwszej fazie rywalizowały zatem systemem kołowym w ramach czterech sześciozespołowych grup, a czołowe trójki z każdej z grup awansowały do rozgrywanej ponownie systemem kołowym fazy zasadniczej, pozostałe drużyny rywalizowały zaś o miejsca 13–24.
Ramowy schemat rozgrywek przedstawiono w grudniu 2017 roku ze szczegółami ogłaszanymi w późniejszych terminach, zaś ostateczny opublikowano z końcem października 2018 roku.

## Faza wstępna

### Grupa A
| 10 stycznia 201918:15 | Niemcy           | 30:19(17:10) | Korea                       | Mercedes-Benz Arena Berlin, Berlin Widzów: 13 500 Sędzia: Martin Gjeding, Mads Hansen |
| 10 stycznia 201918:15 | Uwe Gensheimer 7 | 30:19(17:10) | 4 Jang Dong-Hyun 4 Tan Kang | Mercedes-Benz Arena Berlin, Berlin Widzów: 13 500 Sędzia: Martin Gjeding, Mads Hansen |
| 10 stycznia 201918:15 | 6× · 1×          | 30:19(17:10) | 5× · 1×                     | Mercedes-Benz Arena Berlin, Berlin Widzów: 13 500 Sędzia: Martin Gjeding, Mads Hansen |

| 11 stycznia 201918:00 | Serbia         | 30:30(16:16) | Rosja            | Mercedes-Benz Arena Berlin, Berlin Widzów: 10 468 Sędzia: Håvard Kleven, Lars Jørum |
| 11 stycznia 201918:00 | Nemanja Ilić 6 | 30:30(16:16) | 12 Timur Dibirow | Mercedes-Benz Arena Berlin, Berlin Widzów: 10 468 Sędzia: Håvard Kleven, Lars Jørum |
| 11 stycznia 201918:00 | 5× · 2×        | 30:30(16:16) | 4× · 1×          | Mercedes-Benz Arena Berlin, Berlin Widzów: 10 468 Sędzia: Håvard Kleven, Lars Jørum |

| 11 stycznia 201920:30 | Brazylia                   | 22:24(13:16) | Francja          | Mercedes-Benz Arena Berlin, Berlin Widzów: 10 529 Sędzia: Mirza Kurtagic, Mattias Wetterwik |
| 11 stycznia 201920:30 | José Guilherme de Toledo 8 | 22:24(13:16) | 6 Michaël Guigou | Mercedes-Benz Arena Berlin, Berlin Widzów: 10 529 Sędzia: Mirza Kurtagic, Mattias Wetterwik |
| 11 stycznia 201920:30 | 5× · 3×                    | 22:24(13:16) | 4× · 3×          | Mercedes-Benz Arena Berlin, Berlin Widzów: 10 529 Sędzia: Mirza Kurtagic, Mattias Wetterwik |

| 12 stycznia 201915:30 | Rosja                  | 34:27(20:13) | Korea                            | Mercedes-Benz Arena Berlin, Berlin Widzów: 10 039 Sędzia: Ivan Pavićević, Miloš Ražnatović |
| 12 stycznia 201915:30 | Aleksandr Szkurinski 6 | 34:27(20:13) | 4 Park Kwang-Soon 4 Kang Jeon-Gu | Mercedes-Benz Arena Berlin, Berlin Widzów: 10 039 Sędzia: Ivan Pavićević, Miloš Ražnatović |
| 12 stycznia 201915:30 | 8× · 2× · 1×           | 34:27(20:13) | 2× · 1×                          | Mercedes-Benz Arena Berlin, Berlin Widzów: 10 039 Sędzia: Ivan Pavićević, Miloš Ražnatović |

| 12 stycznia 201918:15 | Niemcy            | 33:20(15:8) | Brazylia                   | Mercedes-Benz Arena Berlin, Berlin Widzów: 13 500 Sędzia: Håvard Kleven, Lars Jørum |
| 12 stycznia 201918:15 | Uwe Gensheimer 10 | 33:20(15:8) | 5 José Guilherme de Toledo | Mercedes-Benz Arena Berlin, Berlin Widzów: 13 500 Sędzia: Håvard Kleven, Lars Jørum |
| 12 stycznia 201918:15 | 4× · 2×           | 33:20(15:8) | 6× · 2× · 1×               | Mercedes-Benz Arena Berlin, Berlin Widzów: 13 500 Sędzia: Håvard Kleven, Lars Jørum |

| 12 stycznia 201920:30 | Francja                           | 32:21(15:9) | Serbia               | Mercedes-Benz Arena Berlin, Berlin Widzów: 13 500 Sędzia: Martin Gjeding, Mads Hansen |
| 12 stycznia 201920:30 | Nedim Remili 5 Ludovic Fabregas 5 | 32:21(15:9) | 6 Bogdan Radivojević | Mercedes-Benz Arena Berlin, Berlin Widzów: 13 500 Sędzia: Martin Gjeding, Mads Hansen |
| 12 stycznia 201920:30 | 2×                                | 32:21(15:9) | 4× · 2×              | Mercedes-Benz Arena Berlin, Berlin Widzów: 13 500 Sędzia: Martin Gjeding, Mads Hansen |

| 14 stycznia 201915:30 | Serbia                                  | 22:24(11:14) | Brazylia                   | Mercedes-Benz Arena Berlin, Berlin Widzów: 10 211 Sędzia: Martin Gjeding, Mads Hansen |
| 14 stycznia 201915:30 | Bogdan Radivojević 5 Mijajlo Marsenić 5 | 22:24(11:14) | 5 José Guilherme de Toledo | Mercedes-Benz Arena Berlin, Berlin Widzów: 10 211 Sędzia: Martin Gjeding, Mads Hansen |
| 14 stycznia 201915:30 | 6× · 3× · 1×                            | 22:24(11:14) | 3× · 2×                    | Mercedes-Benz Arena Berlin, Berlin Widzów: 10 211 Sędzia: Martin Gjeding, Mads Hansen |

| 14 stycznia 201918:00 | Rosja           | 22:22(10:12) | Niemcy           | Mercedes-Benz Arena Berlin, Berlin Widzów: 13 500 Sędzia: Mirza Kurtagic, Mattias Wetterwik |
| 14 stycznia 201918:00 | Timur Dibirow 8 | 22:22(10:12) | 8 Uwe Gensheimer | Mercedes-Benz Arena Berlin, Berlin Widzów: 13 500 Sędzia: Mirza Kurtagic, Mattias Wetterwik |
| 14 stycznia 201918:00 | 5× · 3×         | 22:22(10:12) | 3× · 3×          | Mercedes-Benz Arena Berlin, Berlin Widzów: 13 500 Sędzia: Mirza Kurtagic, Mattias Wetterwik |

| 14 stycznia 201920:30 | Francja       | 34:23(17:16) | Korea      | Mercedes-Benz Arena Berlin, Berlin Widzów: 10 331 Sędzia: Ivan Pavićević, Miloš Ražnatović |
| 14 stycznia 201920:30 | Kentin Mahé 6 | 34:23(17:16) | 7 Kang Tan | Mercedes-Benz Arena Berlin, Berlin Widzów: 10 331 Sędzia: Ivan Pavićević, Miloš Ražnatović |
| 14 stycznia 201920:30 | 6× · 3×       | 34:23(17:16) | 3× · 2×    | Mercedes-Benz Arena Berlin, Berlin Widzów: 10 331 Sędzia: Ivan Pavićević, Miloš Ražnatović |

| 15 stycznia 201915:30 | Rosja           | 23:25(10:15) | Brazylia        | Mercedes-Benz Arena Berlin, Berlin Widzów: 9 011 Sędzia: Ivan Pavićević, Miloš Ražnatović |
| 15 stycznia 201915:30 | Timur Dibirow 6 | 23:25(10:15) | 7 Felipe Borges | Mercedes-Benz Arena Berlin, Berlin Widzów: 9 011 Sędzia: Ivan Pavićević, Miloš Ražnatović |
| 15 stycznia 201915:30 | 6× · 1× · 1×    | 23:25(10:15) | 6× · 2×         | Mercedes-Benz Arena Berlin, Berlin Widzów: 9 011 Sędzia: Ivan Pavićević, Miloš Ražnatović |

| 15 stycznia 201918:00 | Korea           | 29:31(16:14) | Serbia             | Mercedes-Benz Arena Berlin, Berlin Widzów: 11 953 Sędzia: Mirza Kurtagic, Mattias Wetterwik |
| 15 stycznia 201918:00 | Kang Jeon-Gu 12 | 29:31(16:14) | 7 Vukašin Vorkapić | Mercedes-Benz Arena Berlin, Berlin Widzów: 11 953 Sędzia: Mirza Kurtagic, Mattias Wetterwik |
| 15 stycznia 201918:00 | 3× · 1×         | 29:31(16:14) | 5× · 2× · 1×       | Mercedes-Benz Arena Berlin, Berlin Widzów: 11 953 Sędzia: Mirza Kurtagic, Mattias Wetterwik |

| 15 stycznia 201920:30 | Niemcy                                           | 25:25(12:10) | Francja       | Mercedes-Benz Arena Berlin, Berlin Widzów: 13 500 Sędzia: Martin Gjeding, Mads Hansen |
| 15 stycznia 201920:30 | Uwe Gensheimer 4 Fabian Wiede 4 Martin Strobel 4 | 25:25(12:10) | 9 Kentin Mahé | Mercedes-Benz Arena Berlin, Berlin Widzów: 13 500 Sędzia: Martin Gjeding, Mads Hansen |
| 15 stycznia 201920:30 | 5× · 2×                                          | 25:25(12:10) | 6×            | Mercedes-Benz Arena Berlin, Berlin Widzów: 13 500 Sędzia: Martin Gjeding, Mads Hansen |

| 17 stycznia 201915:30 | Brazylia        | 35:26(18:10) | Korea          | Mercedes-Benz Arena Berlin, Berlin Widzów: 8 933 Sędzia: Håvard Kleven, Lars Jørum |
| 17 stycznia 201915:30 | Felipe Borges 6 | 35:26(18:10) | 5 Kang Jeon-Gu | Mercedes-Benz Arena Berlin, Berlin Widzów: 8 933 Sędzia: Håvard Kleven, Lars Jørum |
| 17 stycznia 201915:30 | 5× · 2×         | 35:26(18:10) | 2× · 1×        | Mercedes-Benz Arena Berlin, Berlin Widzów: 8 933 Sędzia: Håvard Kleven, Lars Jørum |

| 17 stycznia 201918:00 | Niemcy            | 31:23(16:12) | Serbia         | Mercedes-Benz Arena Berlin, Berlin Widzów: 13 500 Sędzia: Ivan Pavićević, Miloš Ražnatović |
| 17 stycznia 201918:00 | Matthias Musche 5 | 31:23(16:12) | 6 Nemanja Ilić | Mercedes-Benz Arena Berlin, Berlin Widzów: 13 500 Sędzia: Ivan Pavićević, Miloš Ražnatović |
| 17 stycznia 201918:00 | 3× · 1× · 1×      | 31:23(16:12) | 7× · 3×        | Mercedes-Benz Arena Berlin, Berlin Widzów: 13 500 Sędzia: Ivan Pavićević, Miloš Ražnatović |

| 17 stycznia 201920:30 | Francja             | 23:22(12:12) | Rosja                  | Mercedes-Benz Arena Berlin, Berlin Widzów: 11 287 Sędzia: Václav Horáček, Jiří Novotný |
| 17 stycznia 201920:30 | Melvyn Richardson 4 | 23:22(12:12) | 4 Aleksandr Szkurinski | Mercedes-Benz Arena Berlin, Berlin Widzów: 11 287 Sędzia: Václav Horáček, Jiří Novotný |
| 17 stycznia 201920:30 | 2×                  | 23:22(12:12) | 4× · 1×                | Mercedes-Benz Arena Berlin, Berlin Widzów: 11 287 Sędzia: Václav Horáček, Jiří Novotný |

### Grupa B
| 11 stycznia 201915:00 | Japonia        | 29:38(13:18) | Macedonia Północna | Olympiahalle, Monachium Widzów: 7 500 Sędzia: Václav Horáček, Jiří Novotný |
| 11 stycznia 201915:00 | Jin Watanabe 5 | 29:38(13:18) | 8 Kirił Łazarow    | Olympiahalle, Monachium Widzów: 7 500 Sędzia: Václav Horáček, Jiří Novotný |
| 11 stycznia 201915:00 | 3×             | 29:38(13:18) | 4× · 1×            | Olympiahalle, Monachium Widzów: 7 500 Sędzia: Václav Horáček, Jiří Novotný |

| 11 stycznia 201918:00 | Islandia          | 27:31(14:16) | Chorwacja        | Olympiahalle, Monachium Widzów: 12 000 Sędzia: Ismail Boualloucha, Ramzi Khenissi |
| 11 stycznia 201918:00 | Aron Pálmarsson 7 | 27:31(14:16) | 8 Luka Stepančić | Olympiahalle, Monachium Widzów: 12 000 Sędzia: Ismail Boualloucha, Ramzi Khenissi |
| 11 stycznia 201918:00 | 5× · 2×           | 27:31(14:16) | 2× · 3×          | Olympiahalle, Monachium Widzów: 12 000 Sędzia: Ismail Boualloucha, Ramzi Khenissi |

| 11 stycznia 201920:30 | Bahrajn                           | 23:33(11:16) | Hiszpania     | Olympiahalle, Monachium Widzów: 9 800 Sędzia: Julian Grillo, Sebastián Lenci |
| 11 stycznia 201920:30 | Mohammed Habib 7 Hussain Sayyad 7 | 23:33(11:16) | 7 Ferran Solé | Olympiahalle, Monachium Widzów: 9 800 Sędzia: Julian Grillo, Sebastián Lenci |
| 11 stycznia 201920:30 | 6× · 2×                           | 23:33(11:16) | 4× · 2×       | Olympiahalle, Monachium Widzów: 9 800 Sędzia: Julian Grillo, Sebastián Lenci |

| 13 stycznia 201914:00 | Macedonia Północna | 28:23(12:8) | Bahrajn          | Olympiahalle, Monachium Widzów: 8 500 Sędzia: Ismail Boualloucha, Ramzi Khenissi |
| 13 stycznia 201914:00 | Kirił Łazarow 8    | 28:23(12:8) | 6 Hussain Sayyad | Olympiahalle, Monachium Widzów: 8 500 Sędzia: Ismail Boualloucha, Ramzi Khenissi |
| 13 stycznia 201914:00 | 3× · 1×            | 28:23(12:8) | 3× · 1×          | Olympiahalle, Monachium Widzów: 8 500 Sędzia: Ismail Boualloucha, Ramzi Khenissi |

| 13 stycznia 201916:30 | Chorwacja       | 35:27(18:13) | Japonia             | Olympiahalle, Monachium Widzów: 12 000 Sędzia: Arthur Brunner, Morad Salah |
| 13 stycznia 201916:30 | Zlatko Horvat 8 | 35:27(18:13) | 6 Shinnosuke Tokuda | Olympiahalle, Monachium Widzów: 12 000 Sędzia: Arthur Brunner, Morad Salah |
| 13 stycznia 201916:30 | 2× · 3×         | 35:27(18:13) | 2× · 3×             | Olympiahalle, Monachium Widzów: 12 000 Sędzia: Arthur Brunner, Morad Salah |

| 13 stycznia 201919:00 | Hiszpania     | 32:25(19:14) | Islandia             | Olympiahalle, Monachium Widzów: 12 000 Sędzia: Václav Horáče, Jiří Novotný |
| 13 stycznia 201919:00 | Ferran Solé 5 | 32:25(19:14) | 6 Ólafur Guðmundsson | Olympiahalle, Monachium Widzów: 12 000 Sędzia: Václav Horáče, Jiří Novotný |
| 13 stycznia 201919:00 | 3× · 1×       | 32:25(19:14) | 6× · 2×              | Olympiahalle, Monachium Widzów: 12 000 Sędzia: Václav Horáče, Jiří Novotný |

| 14 stycznia 201915:30 | Islandia               | 36:18(16:10) | Bahrajn         | Olympiahalle, Monachium Widzów: 6 000 Sędzia: Arthur Brunner, Morad Salah |
| 14 stycznia 201915:30 | Arnór Þór Gunnarsson 8 | 36:18(16:10) | 5 Mohamed Merza | Olympiahalle, Monachium Widzów: 6 000 Sędzia: Arthur Brunner, Morad Salah |
| 14 stycznia 201915:30 | 4× · 2×                | 36:18(16:10) | 5× · 2× · 2×    | Olympiahalle, Monachium Widzów: 6 000 Sędzia: Arthur Brunner, Morad Salah |

| 14 stycznia 201918:00 | Chorwacja         | 31:22(16:11) | Macedonia Północna | Olympiahalle, Monachium Widzów: 9 800 Sędzia: Václav Horáček, Jiří Novotný |
| 14 stycznia 201918:00 | Domagoj Duvnjak 6 | 31:22(16:11) | 6 Dejan Manaskow   | Olympiahalle, Monachium Widzów: 9 800 Sędzia: Václav Horáček, Jiří Novotný |
| 14 stycznia 201918:00 | 3× · 2×           | 31:22(16:11) | 3× · 1×            | Olympiahalle, Monachium Widzów: 9 800 Sędzia: Václav Horáček, Jiří Novotný |

| 14 stycznia 201920:30 | Hiszpania     | 26:22(10:11) | Japonia             | Olympiahalle, Monachium Widzów: 7 300 Sędzia: Julian Grillo, Sebastián Lenci |
| 14 stycznia 201920:30 | Ferran Solé 8 | 26:22(10:11) | 7 Shinnosuke Tokuda | Olympiahalle, Monachium Widzów: 7 300 Sędzia: Julian Grillo, Sebastián Lenci |
| 14 stycznia 201920:30 | 3×            | 26:22(10:11) | 3× · 2×             | Olympiahalle, Monachium Widzów: 7 300 Sędzia: Julian Grillo, Sebastián Lenci |

| 16 stycznia 201915:30 | Japonia       | 21:25(12:13) | Islandia                    | Olympiahalle, Monachium Widzów: 6 000 Sędzia: Ismail Boualloucha, Ramzi Khenissi |
| 16 stycznia 201915:30 | Yuto Agarie 4 | 21:25(12:13) | 5 Stefán Rafn Sigurmannsson | Olympiahalle, Monachium Widzów: 6 000 Sędzia: Ismail Boualloucha, Ramzi Khenissi |
| 16 stycznia 201915:30 | 1× · 1× · 1×  | 21:25(12:13) | 2× · 2×                     | Olympiahalle, Monachium Widzów: 6 000 Sędzia: Ismail Boualloucha, Ramzi Khenissi |

| 16 stycznia 201918:00 | Chorwacja        | 32:20(19:9) | Bahrajn       | Olympiahalle, Monachium Widzów: 8 600 Sędzia: Julian Grillo, Sebastián Lenci |
| 16 stycznia 201918:00 | Manuel Štrlek 11 | 32:20(19:9) | 5 Ahmed Jalal | Olympiahalle, Monachium Widzów: 8 600 Sędzia: Julian Grillo, Sebastián Lenci |
| 16 stycznia 201918:00 | 7× · 3×          | 32:20(19:9) | 5× · 1×       | Olympiahalle, Monachium Widzów: 8 600 Sędzia: Julian Grillo, Sebastián Lenci |

| 16 stycznia 201920:30 | Macedonia Północna | 21:32(12:13) | Hiszpania     | Olympiahalle, Monachium Widzów: 9 600 Sędzia: Arthur Brunner, Morad Salah |
| 16 stycznia 201920:30 | Žarko Peševski 6   | 21:32(12:13) | 6 Aleix Gómez | Olympiahalle, Monachium Widzów: 9 600 Sędzia: Arthur Brunner, Morad Salah |
| 16 stycznia 201920:30 | 4× · 1×            | 21:32(12:13) | 2× · 1×       | Olympiahalle, Monachium Widzów: 9 600 Sędzia: Arthur Brunner, Morad Salah |

| 17 stycznia 201915:30 | Bahrajn        | 23:22(10:9) | Japonia         | Olympiahalle, Monachium Widzów: 5 200 Sędzia: Arthur Brunner, Morad Salah |
| 17 stycznia 201915:30 | Belal Besham 6 | 23:22(10:9) | 9 Hiroki Motoki | Olympiahalle, Monachium Widzów: 5 200 Sędzia: Arthur Brunner, Morad Salah |
| 17 stycznia 201915:30 | 4×             | 23:22(10:9) | 4× · 2×         | Olympiahalle, Monachium Widzów: 5 200 Sędzia: Arthur Brunner, Morad Salah |

| 17 stycznia 201918:00 | Macedonia Północna               | 22:24(13:11) | Islandia                | Olympiahalle, Monachium Widzów: 10 100 Sędzia: Mirza Kurtagic, Mattias Wetterwik |
| 17 stycznia 201918:00 | Dejan Manaskow 5 Kirił Łazarow 5 | 22:24(13:11) | 10 Arnór Þór Gunnarsson | Olympiahalle, Monachium Widzów: 10 100 Sędzia: Mirza Kurtagic, Mattias Wetterwik |
| 17 stycznia 201918:00 | 3× · 3×                          | 22:24(13:11) | 4× · 2×                 | Olympiahalle, Monachium Widzów: 10 100 Sędzia: Mirza Kurtagic, Mattias Wetterwik |

| 17 stycznia 201920:30 | Hiszpania     | 19:23(10:13) | Chorwacja       | Olympiahalle, Monachium Widzów: 12 000 Sędzia: Martin Gjeding, Mads Hansen |
| 17 stycznia 201920:30 | Ferran Solé 5 | 19:23(10:13) | 8 Zlatko Horvat | Olympiahalle, Monachium Widzów: 12 000 Sędzia: Martin Gjeding, Mads Hansen |
| 17 stycznia 201920:30 | 1× · 1×       | 19:23(10:13) | 2× · 3×         | Olympiahalle, Monachium Widzów: 12 000 Sędzia: Martin Gjeding, Mads Hansen |

### Grupa C
| 10 stycznia 201920:15 | Chile                   | 16:39(4:22) | Dania                 | Royal Arena, Kopenhaga Widzów: 12 500 Sędzia: Duarte Santos, Ricardo Fonseca |
| 10 stycznia 201920:15 | Rodrigo Salinas Munoz 4 | 16:39(4:22) | 8 Casper U. Mortensen | Royal Arena, Kopenhaga Widzów: 12 500 Sędzia: Duarte Santos, Ricardo Fonseca |
| 10 stycznia 201920:15 | 5×                      | 16:39(4:22) | 5× · 2×               | Royal Arena, Kopenhaga Widzów: 12 500 Sędzia: Duarte Santos, Ricardo Fonseca |

| 11 stycznia 201918:00 | Arabia Saudyjska | 22:29(9:15) | Austria        | Jyske Bank Boxen, Herning Widzów: 6 500 Sędzia: Robert Schulze, Tobias Tönnies |
| 11 stycznia 201918:00 | Mahdi Alsalem 7  | 22:29(9:15) | 7 Nikola Bilyk | Jyske Bank Boxen, Herning Widzów: 6 500 Sędzia: Robert Schulze, Tobias Tönnies |
| 11 stycznia 201918:00 | 6× · 2× · 1×     | 22:29(9:15) | 5× · 2×        | Jyske Bank Boxen, Herning Widzów: 6 500 Sędzia: Robert Schulze, Tobias Tönnies |

| 11 stycznia 201920:30 | Tunezja          | 24:34(13:18) | Norwegia        | Jyske Bank Boxen, Herning Widzów: 6 500 Sędzia: Matija Gubica, Boris Milošević |
| 11 stycznia 201920:30 | Jihed Jaballah 5 | 24:34(13:18) | 9 Magnus Jøndal | Jyske Bank Boxen, Herning Widzów: 6 500 Sędzia: Matija Gubica, Boris Milošević |
| 11 stycznia 201920:30 | 5× · 2×          | 24:34(13:18) | 5× · 1×         | Jyske Bank Boxen, Herning Widzów: 6 500 Sędzia: Matija Gubica, Boris Milošević |

| 12 stycznia 201915:00 | Austria        | 24:32(15:14) | Chile              | Jyske Bank Boxen, Herning Widzów: 5 900 Sędzia: Karim Gasmi, Raouf Gasmi |
| 12 stycznia 201915:00 | Robert Weber 6 | 24:32(15:14) | 9 Erwin Feuchtmann | Jyske Bank Boxen, Herning Widzów: 5 900 Sędzia: Karim Gasmi, Raouf Gasmi |
| 12 stycznia 201915:00 | 6× · 2×        | 24:32(15:14) | 5× · 1×            | Jyske Bank Boxen, Herning Widzów: 5 900 Sędzia: Karim Gasmi, Raouf Gasmi |

| 12 stycznia 201917:30 | Norwegia        | 40:21(20:10) | Arabia Saudyjska | Jyske Bank Boxen, Herning Widzów: 12 002 Sędzia: Robert Schulze, Tobias Tönnies |
| 12 stycznia 201917:30 | Magnus A. Rød 9 | 40:21(20:10) | 7 Mahdi Alsalem  | Jyske Bank Boxen, Herning Widzów: 12 002 Sędzia: Robert Schulze, Tobias Tönnies |
| 12 stycznia 201917:30 | 3× · 3×         | 40:21(20:10) | 2× · 1×          | Jyske Bank Boxen, Herning Widzów: 12 002 Sędzia: Robert Schulze, Tobias Tönnies |

| 12 stycznia 201920:15 | Dania          | 36:22(19:10) | Tunezja            | Jyske Bank Boxen, Herning Widzów: 15 000 Sędzia: Bojan Lah, David Sok |
| 12 stycznia 201920:15 | Rasmus Lauge 7 | 36:22(19:10) | 5 Marouan Chouiref | Jyske Bank Boxen, Herning Widzów: 15 000 Sędzia: Bojan Lah, David Sok |
| 12 stycznia 201920:15 | 7× · 3×        | 36:22(19:10) | 2× · 2×            | Jyske Bank Boxen, Herning Widzów: 15 000 Sędzia: Bojan Lah, David Sok |

| 14 stycznia 201915:00 | Tunezja                             | 36:30(18:15) | Chile                                      | Jyske Bank Boxen, Herning Widzów: 3 247 Sędzia: Matija Gubica, Boris Milošević |
| 14 stycznia 201915:00 | Mohamed Soussi 7 Marouan Chouiref 7 | 36:30(18:15) | 8 Erwin Feuchtmann 8 Rodrigo Salinas Munoz | Jyske Bank Boxen, Herning Widzów: 3 247 Sędzia: Matija Gubica, Boris Milošević |
| 14 stycznia 201915:00 | 4× · 2×                             | 36:30(18:15) | 5× · 2×                                    | Jyske Bank Boxen, Herning Widzów: 3 247 Sędzia: Matija Gubica, Boris Milošević |

| 14 stycznia 201917:30 | Norwegia         | 34:24(16:13) | Austria         | Jyske Bank Boxen, Herning Widzów: 8 716 Sędzia: Bojan Lah, David Sok |
| 14 stycznia 201917:30 | Sander Sagosen 8 | 34:24(16:13) | 7 Janko Božović | Jyske Bank Boxen, Herning Widzów: 8 716 Sędzia: Bojan Lah, David Sok |
| 14 stycznia 201917:30 | 1× · 2×          | 34:24(16:13) | 5× · 2×         | Jyske Bank Boxen, Herning Widzów: 8 716 Sędzia: Bojan Lah, David Sok |

| 14 stycznia 201920:15 | Dania                    | 34:22(17:11) | Arabia Saudyjska | Jyske Bank Boxen, Herning Widzów: 12 157 Sędzia: Karim Gasmi, Raouf Gasmi |
| 14 stycznia 201920:15 | Magnus Landin Jacobsen 7 | 34:22(17:11) | 4 Mahdi Alsalem  | Jyske Bank Boxen, Herning Widzów: 12 157 Sędzia: Karim Gasmi, Raouf Gasmi |
| 14 stycznia 201920:15 | 5× · 1×                  | 34:22(17:11) | 7× · 1×          | Jyske Bank Boxen, Herning Widzów: 12 157 Sędzia: Karim Gasmi, Raouf Gasmi |

| 15 stycznia 201916:15 | Arabia Saudyjska   | 20:24(8:12) | Tunezja                            | Jyske Bank Boxen, Herning Widzów: 4 571 Sędzia: Bojan Lah, David Sok |
| 15 stycznia 201916:15 | Ahmad Alabdulali 5 | 20:24(8:12) | 7 Oussama Boughanmi 7 Mosbah Sanai | Jyske Bank Boxen, Herning Widzów: 4 571 Sędzia: Bojan Lah, David Sok |
| 15 stycznia 201916:15 | 4× · 1×            | 20:24(8:12) | 3× · 1× · 1×                       | Jyske Bank Boxen, Herning Widzów: 4 571 Sędzia: Bojan Lah, David Sok |

| 15 stycznia 201918:30 | Norwegia             | 41:20(21:12) | Chile                   | Jyske Bank Boxen, Herning Widzów: 11 247 Sędzia: Karim Gasmi, Raouf Gasmi |
| 15 stycznia 201918:30 | Alexandre C. Blonz 8 | 41:20(21:12) | 9 Esteban Salinas Munoz | Jyske Bank Boxen, Herning Widzów: 11 247 Sędzia: Karim Gasmi, Raouf Gasmi |
| 15 stycznia 201918:30 | 1× · 2×              | 41:20(21:12) | 2× · 1×                 | Jyske Bank Boxen, Herning Widzów: 11 247 Sędzia: Karim Gasmi, Raouf Gasmi |

| 15 stycznia 201920:45 | Austria                                        | 17:28(8:11) | Dania                                   | Jyske Bank Boxen, Herning Widzów: 14 607 Sędzia: Robert Schulze, Tobias Tönnies |
| 15 stycznia 201920:45 | Janko Božović 3 Robert Weber 3 Daniel Dicker 3 | 17:28(8:11) | 6 Magnus Landin Jacobsen Rasmus Lauge 6 | Jyske Bank Boxen, Herning Widzów: 14 607 Sędzia: Robert Schulze, Tobias Tönnies |
| 15 stycznia 201920:45 | 2× · 1×                                        | 17:28(8:11) | 2×                                      | Jyske Bank Boxen, Herning Widzów: 14 607 Sędzia: Robert Schulze, Tobias Tönnies |

| 17 stycznia 201915:00 | Chile               | 32:27(21:13) | Arabia Saudyjska  | Jyske Bank Boxen, Herning Widzów: 3 526 Sędzia: Matija Gubica, Boris Milošević |
| 17 stycznia 201915:00 | Erwin Feuchtmann 11 | 32:27(21:13) | 8 Mojtaba Alsalem | Jyske Bank Boxen, Herning Widzów: 3 526 Sędzia: Matija Gubica, Boris Milošević |
| 17 stycznia 201915:00 | 5× · 1×             | 32:27(21:13) | 9× · 1×           | Jyske Bank Boxen, Herning Widzów: 3 526 Sędzia: Matija Gubica, Boris Milošević |

| 17 stycznia 201917:30 | Austria        | 27:32(14:18) | Tunezja             | Jyske Bank Boxen, Herning Widzów: 11 834 Sędzia: Duarte Santos, Ricardo Fonseca |
| 17 stycznia 201917:30 | Robert Weber 9 | 27:32(14:18) | 9 Oussama Boughanmi | Jyske Bank Boxen, Herning Widzów: 11 834 Sędzia: Duarte Santos, Ricardo Fonseca |
| 17 stycznia 201917:30 | 6× · 2×        | 27:32(14:18) | 5× · 2×             | Jyske Bank Boxen, Herning Widzów: 11 834 Sędzia: Duarte Santos, Ricardo Fonseca |

| 17 stycznia 201920:15 | Dania            | 30:26(17:14) | Norwegia            | Jyske Bank Boxen, Herning Widzów: 15 001 Sędzia: Ǵorǵi Naczewski, Sławe Nikołow |
| 17 stycznia 201920:15 | Mikkel Hansen 14 | 30:26(17:14) | 5 Gøran Johannessen | Jyske Bank Boxen, Herning Widzów: 15 001 Sędzia: Ǵorǵi Naczewski, Sławe Nikołow |
| 17 stycznia 201920:15 | 4× · 2×          | 30:26(17:14) | 4× · 3×             | Jyske Bank Boxen, Herning Widzów: 15 001 Sędzia: Ǵorǵi Naczewski, Sławe Nikołow |

### Grupa D
| 11 stycznia 201915:30 | Angola              | 24:23(12:8) | Katar                 | Royal Arena, Kopenhaga Widzów: 1 870 Sędzia: Duarte Santos, Ricardo Fonseca |
| 11 stycznia 201915:30 | Rome Antonio Hebo 8 | 24:23(12:8) | 6 Allaedine Berrached | Royal Arena, Kopenhaga Widzów: 1 870 Sędzia: Duarte Santos, Ricardo Fonseca |
| 11 stycznia 201915:30 | 6× · 2×             | 24:23(12:8) | 4× · 2×               | Royal Arena, Kopenhaga Widzów: 1 870 Sędzia: Duarte Santos, Ricardo Fonseca |

| 11 stycznia 201918:00 | Argentyna       | 25:25(10:13) | Węgry           | Royal Arena, Kopenhaga Widzów: 4 272 Sędzia: Óscar López, Ángel Ramírez |
| 11 stycznia 201918:00 | Pablo Simonet 6 | 25:25(10:13) | 11 Zsolt Balogh | Royal Arena, Kopenhaga Widzów: 4 272 Sędzia: Óscar López, Ángel Ramírez |
| 11 stycznia 201918:00 | 4× · 3×         | 25:25(10:13) | 3× · 2×         | Royal Arena, Kopenhaga Widzów: 4 272 Sędzia: Óscar López, Ángel Ramírez |

| 11 stycznia 201920:30 | Egipt                            | 24:27(11:13) | Szwecja                            | Royal Arena, Kopenhaga Widzów: 6 448 Sędzia: Ǵorǵi Naczewski, Sławe Nikołow |
| 11 stycznia 201920:30 | Ahmed Elahmar 5 Mohamed Shebib 5 | 24:27(11:13) | 5 Jim Gottfridsson 5 Lukas Nilsson | Royal Arena, Kopenhaga Widzów: 6 448 Sędzia: Ǵorǵi Naczewski, Sławe Nikołow |
| 11 stycznia 201920:30 | 1× · 3×                          | 24:27(11:13) | 4× · 2×                            | Royal Arena, Kopenhaga Widzów: 6 448 Sędzia: Ǵorǵi Naczewski, Sławe Nikołow |

| 13 stycznia 201915:30 | Katar         | 28:23(15:12) | Egipt           | Royal Arena, Kopenhaga Widzów: 3 077 Sędzia: Óscar López, Ángel Ramírez |
| 13 stycznia 201915:30 | Youssef Ali 9 | 28:23(15:12) | 6 Ahmed Elahmar | Royal Arena, Kopenhaga Widzów: 3 077 Sędzia: Óscar López, Ángel Ramírez |
| 13 stycznia 201915:30 | 6× · 3×       | 28:23(15:12) | 3× · 2×         | Royal Arena, Kopenhaga Widzów: 3 077 Sędzia: Óscar López, Ángel Ramírez |

| 13 stycznia 201917:00 | Węgry           | 34:24(18:8) | Angola                    | Royal Arena, Kopenhaga Widzów: 4 891 Sędzia: Majid Kolahdouzan, Alireza Mousaviannazhad |
| 13 stycznia 201917:00 | Bendegúz Bóka 5 | 34:24(18:8) | 5 Edvaldo Esmael Ferreira | Royal Arena, Kopenhaga Widzów: 4 891 Sędzia: Majid Kolahdouzan, Alireza Mousaviannazhad |
| 13 stycznia 201917:00 | 3× · 2× · 1×    | 34:24(18:8) | 3×                        | Royal Arena, Kopenhaga Widzów: 4 891 Sędzia: Majid Kolahdouzan, Alireza Mousaviannazhad |

| 13 stycznia 201920:30 | Szwecja              | 31:16(15:10) | Argentyna            | Royal Arena, Kopenhaga Widzów: 6 492 Sędzia: Duarte Santos, Ricardo Fonseca |
| 13 stycznia 201920:30 | Mattias Zachrisson 6 | 31:16(15:10) | 6 Federico Fernández | Royal Arena, Kopenhaga Widzów: 6 492 Sędzia: Duarte Santos, Ricardo Fonseca |
| 13 stycznia 201920:30 | 8× · 1×              | 31:16(15:10) | 6× · 2×              | Royal Arena, Kopenhaga Widzów: 6 492 Sędzia: Duarte Santos, Ricardo Fonseca |

| 14 stycznia 201915:30 | Węgry        | 32:26(16:11) | Katar                         | Royal Arena, Kopenhaga Widzów: 1 694 Sędzia: Ǵorǵi Naczewski, Sławe Nikołow |
| 14 stycznia 201915:30 | Máté Lékai 5 | 32:26(16:11) | 5 Frankis Marzo 5 Wajdi Sinen | Royal Arena, Kopenhaga Widzów: 1 694 Sędzia: Ǵorǵi Naczewski, Sławe Nikołow |
| 14 stycznia 201915:30 | 8× · 2×      | 32:26(16:11) | 5× · 1× · 1×                  | Royal Arena, Kopenhaga Widzów: 1 694 Sędzia: Ǵorǵi Naczewski, Sławe Nikołow |

| 14 stycznia 201918:00 | Argentyna            | 20:22(9:8) | Egipt            | Royal Arena, Kopenhaga Widzów: 2 607 Sędzia: Majid Kolahdouzan, Alireza Mousaviannazhad |
| 14 stycznia 201918:00 | Federico Fernández 5 | 20:22(9:8) | 7 Mohammad Sanad | Royal Arena, Kopenhaga Widzów: 2 607 Sędzia: Majid Kolahdouzan, Alireza Mousaviannazhad |
| 14 stycznia 201918:00 | 7× · 4× · 1×         | 20:22(9:8) | 5× · 2× · 1×     | Royal Arena, Kopenhaga Widzów: 2 607 Sędzia: Majid Kolahdouzan, Alireza Mousaviannazhad |

| 14 stycznia 201920:30 | Szwecja                              | 37:19(19:14) | Angola              | Royal Arena, Kopenhaga Widzów: 3 731 Sędzia: Óscar López, Ángel Ramírez |
| 14 stycznia 201920:30 | Niclas Ekberg 5 Mattias Zachrisson 5 | 37:19(19:14) | 5 Rome Antonio Hebo | Royal Arena, Kopenhaga Widzów: 3 731 Sędzia: Óscar López, Ángel Ramírez |
| 14 stycznia 201920:30 | 2× · 1×                              | 37:19(19:14) | 4× · 2× · 1×        | Royal Arena, Kopenhaga Widzów: 3 731 Sędzia: Óscar López, Ángel Ramírez |

| 16 stycznia 201915:30 | Angola                    | 26:33(12:17) | Argentyna       | Royal Arena, Kopenhaga Widzów: 1 709 Sędzia: Ǵorǵi Naczewski, Sławe Nikołow |
| 16 stycznia 201915:30 | Edvaldo Esmael Ferreira 7 | 26:33(12:17) | 7 Pablo Simonet | Royal Arena, Kopenhaga Widzów: 1 709 Sędzia: Ǵorǵi Naczewski, Sławe Nikołow |
| 16 stycznia 201915:30 | 5× · 3×                   | 26:33(12:17) | 1× · 2×         | Royal Arena, Kopenhaga Widzów: 1 709 Sędzia: Ǵorǵi Naczewski, Sławe Nikołow |

| 16 stycznia 201918:00 | Węgry        | 30:30(14:14) | Egipt              | Royal Arena, Kopenhaga Widzów: 3 929 Sędzia: Duarte Santos, Ricardo Fonseca |
| 16 stycznia 201918:00 | Máté Lékai 6 | 30:30(14:14) | 7 Ali Zeinelabedin | Royal Arena, Kopenhaga Widzów: 3 929 Sędzia: Duarte Santos, Ricardo Fonseca |
| 16 stycznia 201918:00 | 4×           | 30:30(14:14) | 5×                 | Royal Arena, Kopenhaga Widzów: 3 929 Sędzia: Duarte Santos, Ricardo Fonseca |

| 16 stycznia 201920:30 | Katar         | 22:23(11:10) | Szwecja                              | Royal Arena, Kopenhaga Widzów: 6 079 Sędzia: Robert Schulze, Tobias Tönnies |
| 16 stycznia 201920:30 | Youssef Ali 8 | 22:23(11:10) | 7 Mattias Zachrisson 7 Lukas Nilsson | Royal Arena, Kopenhaga Widzów: 6 079 Sędzia: Robert Schulze, Tobias Tönnies |
| 16 stycznia 201920:30 | 4× · 3×       | 22:23(11:10) | 3× · 2× · 1×                         | Royal Arena, Kopenhaga Widzów: 6 079 Sędzia: Robert Schulze, Tobias Tönnies |

| 17 stycznia 201915:30 | Egipt           | 33:28(19:12) | Angola          | Royal Arena, Kopenhaga Widzów: 2 247 Sędzia: Majid Kolahdouzan, Alireza Mousaviannazhad |
| 17 stycznia 201915:30 | Yehia Elderaa 8 | 33:28(19:12) | 7 Declerck Sibo | Royal Arena, Kopenhaga Widzów: 2 247 Sędzia: Majid Kolahdouzan, Alireza Mousaviannazhad |
| 17 stycznia 201915:30 | 3× · 2×         | 33:28(19:12) | 4× · 1× · 1×    | Royal Arena, Kopenhaga Widzów: 2 247 Sędzia: Majid Kolahdouzan, Alireza Mousaviannazhad |

| 17 stycznia 201918:00 | Katar           | 26:25(16:13) | Argentyna                            | Royal Arena, Kopenhaga Widzów: 4 448 Sędzia: Bojan Lah, David Sok |
| 17 stycznia 201918:00 | Frankis Marzo 8 | 26:25(16:13) | 4 Pablo Simonet 4 Santiago Baronetto | Royal Arena, Kopenhaga Widzów: 4 448 Sędzia: Bojan Lah, David Sok |
| 17 stycznia 201918:00 | 3× · 1×         | 26:25(16:13) | 4× · 1×                              | Royal Arena, Kopenhaga Widzów: 4 448 Sędzia: Bojan Lah, David Sok |

| 17 stycznia 201920:30 | Szwecja         | 33:30(16:15) | Węgry        | Royal Arena, Kopenhaga Widzów: 7 803 Sędzia: Óscar López, Ángel Ramírez |
| 17 stycznia 201920:30 | Lukas Nilsson 7 | 33:30(16:15) | 8 Máté Lékai | Royal Arena, Kopenhaga Widzów: 7 803 Sędzia: Óscar López, Ángel Ramírez |
| 17 stycznia 201920:30 | 2× · 3×         | 33:30(16:15) | 5× · 2×      | Royal Arena, Kopenhaga Widzów: 7 803 Sędzia: Óscar López, Ángel Ramírez |

## President’s Cup

### Mecze o miejsca 21-24
|  |                  |                  |                  |                   |    |               |               |               |
|  | Półfinały        | Półfinały        | Półfinały        |                   |    | o 21. miejsce | o 21. miejsce | o 21. miejsce |
|  | Półfinały        | Półfinały        | Półfinały        |                   |    | o 21. miejsce | o 21. miejsce | o 21. miejsce |
|  | 19 stycznia      |                  |                  |                   |    |               |               |               |
|  |                  |                  |                  |                   |    |               |               |               |
|  | Korea            | Korea            | 27               |                   |    |               |               |               |
|  | Korea            | Korea            | 27               | 20 stycznia       |    |               |               |               |
|  | Japonia          | Japonia          | 25               |                   |    |               |               |               |
|  | Japonia          | Japonia          | 25               |                   |    | Korea         | Korea         | 26            |
|  | 19 stycznia      |                  |                  |                   |    | Korea         | Korea         | 26            |
|  |                  |                  | Arabia Saudyjska | Arabia Saudyjska  | 27 |               |               |               |
|  | Arabia Saudyjska | Arabia Saudyjska | Arabia Saudyjska | Arabia Saudyjska  | 27 | 34            |               |               |
|  | Arabia Saudyjska | Arabia Saudyjska |                  |                   |    |               |               |               |
|  | Angola           | Angola           | 29               |                   |    |               |               |               |
|  | Angola           | Angola           | 29               | Mecz o 3. miejsce |    |               |               |               |
|  |                  |                  |                  |                   |    |               |               |               |
|  | 20 stycznia      |                  |                  |                   |    |               |               |               |
|  |                  |                  |                  |                   |    |               |               |               |
|  | Japonia          | Japonia          | 29               |                   |    |               |               |               |
|  | Japonia          | Japonia          | 29               |                   |    |               |               |               |
|  | Angola           | Angola           | 32               |                   |    |               |               |               |
|  | Angola           | Angola           | 32               |                   |    |               |               |               |

Półfinały
| 19 stycznia 201913:00 | Korea | 27:25(12:14) | Japonia | Royal Arena, Kopenhaga Widzów: 4 446 Sędzia: Gubica, Milošević |
| 19 stycznia 201913:00 |       | 27:25(12:14) |         | Royal Arena, Kopenhaga Widzów: 4 446 Sędzia: Gubica, Milošević |

| 19 stycznia 201915:30 | Arabia Saudyjska | 34:29(20:14) | Angola | Royal Arena, Kopenhaga Widzów: 6 233 Sędzia: Grillo, Lenci |
| 19 stycznia 201915:30 |                  | 34:29(20:14) |        | Royal Arena, Kopenhaga Widzów: 6 233 Sędzia: Grillo, Lenci |

Mecz o 23. miejsce
| 20 stycznia 201913:00 | Japonia | 29:32(14:15) | Angola | Royal Arena, Kopenhaga Widzów: 2 952 Sędzia: Gasmi, Gasmi |
| 20 stycznia 201913:00 |         | 29:32(14:15) |        | Royal Arena, Kopenhaga Widzów: 2 952 Sędzia: Gasmi, Gasmi |

Mecz o 21. miejsce
| 20 stycznia 201915:30 | Korea | 26:27(14:13) | Arabia Saudyjska | Royal Arena, Kopenhaga Widzów: 3 523 Sędzia: Kolahdouzan, Mousaviannazhad |
| 20 stycznia 201915:30 |       | 26:27(14:13) |                  | Royal Arena, Kopenhaga Widzów: 3 523 Sędzia: Kolahdouzan, Mousaviannazhad |

### Mecze o miejsca 17-20
|  |             |           |           |                   |    |               |               |               |
|  | Półfinały   | Półfinały | Półfinały |                   |    | o 17. miejsce | o 17. miejsce | o 17. miejsce |
|  | Półfinały   | Półfinały | Półfinały |                   |    | o 17. miejsce | o 17. miejsce | o 17. miejsce |
|  | 19 stycznia |           |           |                   |    |               |               |               |
|  |             |           |           |                   |    |               |               |               |
|  | Serbia      | Serbia    | 32        |                   |    |               |               |               |
|  | Serbia      | Serbia    | 32        | 20 stycznia       |    |               |               |               |
|  | Bahrajn     | Bahrajn   | 27        |                   |    |               |               |               |
|  | Bahrajn     | Bahrajn   | 27        |                   |    | Serbia        | Serbia        | 28            |
|  | 19 stycznia |           |           |                   |    | Serbia        | Serbia        | 28            |
|  |             |           | Argentyna | Argentyna         | 30 |               |               |               |
|  | Austria     | Austria   | Argentyna | Argentyna         | 30 | 22            |               |               |
|  | Austria     | Austria   |           |                   |    |               |               |               |
|  | Argentyna   | Argentyna | 24        |                   |    |               |               |               |
|  | Argentyna   | Argentyna | 24        | Mecz o 3. miejsce |    |               |               |               |
|  |             |           |           |                   |    |               |               |               |
|  | 20 stycznia |           |           |                   |    |               |               |               |
|  |             |           |           |                   |    |               |               |               |
|  | Bahrajn     | Bahrajn   | 27        |                   |    |               |               |               |
|  | Bahrajn     | Bahrajn   | 27        |                   |    |               |               |               |
|  | Austria     | Austria   | 29        |                   |    |               |               |               |
|  | Austria     | Austria   | 29        |                   |    |               |               |               |

Półfinały
| 19 stycznia 201918:00 | Serbia | 32:27(15:17) | Bahrajn | Royal Arena, Kopenhaga Widzów: 7 225 Sędzia: Gasmi, Gasmi |
| 19 stycznia 201918:00 |        | 32:27(15:17) |         | Royal Arena, Kopenhaga Widzów: 7 225 Sędzia: Gasmi, Gasmi |

| 19 stycznia 201920:30 | Austria | 22:24(12:12) | Argentyna | Royal Arena, Kopenhaga Widzów: 1 013 Sędzia: Boualloucha, Khenissi |
| 19 stycznia 201920:30 |         | 22:24(12:12) |           | Royal Arena, Kopenhaga Widzów: 1 013 Sędzia: Boualloucha, Khenissi |

Mecz o 19. miejsce
| 20 stycznia 201918:00 | Bahrajn | 27:29(17:17) | Austria | Royal Arena, Kopenhaga Widzów: 3 624 Sędzia: Lah, Sok |
| 20 stycznia 201918:00 |         | 27:29(17:17) |         | Royal Arena, Kopenhaga Widzów: 3 624 Sędzia: Lah, Sok |

Mecz o 17. miejsce
| 20 stycznia 201920:30 | Serbia | 28:30(15:13) | Argentyna | Royal Arena, Kopenhaga Widzów: 1 421 Sędzia: Gubica, Milošević |
| 20 stycznia 201920:30 |        | 28:30(15:13) |           | Royal Arena, Kopenhaga Widzów: 1 421 Sędzia: Gubica, Milošević |

### Mecze o miejsca 13-16
|  |                    |                    |           |                   |    |               |               |               |
|  | Półfinały          | Półfinały          | Półfinały |                   |    | o 13. miejsce | o 13. miejsce | o 13. miejsce |
|  | Półfinały          | Półfinały          | Półfinały |                   |    | o 13. miejsce | o 13. miejsce | o 13. miejsce |
|  | 19 stycznia        |                    |           |                   |    |               |               |               |
|  |                    |                    |           |                   |    |               |               |               |
|  | Rosja              | Rosja              | 30        |                   |    |               |               |               |
|  | Rosja              | Rosja              | 30        | 20 stycznia       |    |               |               |               |
|  | Macedonia Północna | Macedonia Północna | 28        |                   |    |               |               |               |
|  | Macedonia Północna | Macedonia Północna | 28        |                   |    | Rosja         | Rosja         | 28            |
|  | 19 stycznia        |                    |           |                   |    | Rosja         | Rosja         | 28            |
|  |                    |                    | Katar     | Katar             | 34 |               |               |               |
|  | Chile              | Chile              | Katar     | Katar             | 34 | 27            |               |               |
|  | Chile              | Chile              |           |                   |    |               |               |               |
|  | Katar              | Katar              | 37        |                   |    |               |               |               |
|  | Katar              | Katar              | 37        | Mecz o 3. miejsce |    |               |               |               |
|  |                    |                    |           |                   |    |               |               |               |
|  | 20 stycznia        |                    |           |                   |    |               |               |               |
|  |                    |                    |           |                   |    |               |               |               |
|  | Macedonia Północna | Macedonia Północna | 32        |                   |    |               |               |               |
|  | Macedonia Północna | Macedonia Północna | 32        |                   |    |               |               |               |
|  | Chile              | Chile              | 30        |                   |    |               |               |               |
|  | Chile              | Chile              | 30        |                   |    |               |               |               |

Półfinały
| 19 stycznia 201913:00 | Rosja | 30:28(17:14) | Macedonia Północna | Lanxess Arena, Kolonia Widzów: 10 949 Sędzia: Gjeding, Hansen |
| 19 stycznia 201913:00 |       | 30:28(17:14) |                    | Lanxess Arena, Kolonia Widzów: 10 949 Sędzia: Gjeding, Hansen |

| 19 stycznia 201915:30 | Chile | 27:37(11:21) | Katar | Lanxess Arena, Kolonia Widzów: 13 267 Sędzia: Pavićević, Ražnatović |
| 19 stycznia 201915:30 |       | 27:37(11:21) |       | Lanxess Arena, Kolonia Widzów: 13 267 Sędzia: Pavićević, Ražnatović |

Mecz o 13. miejsce
| 20 stycznia 201913:00 | Macedonia Północna | 32:30(16:16) | Chile | Lanxess Arena, Kolonia Widzów: 9 473 Sędzia: Pavićević, Ražnatović |
| 20 stycznia 201913:00 |                    | 32:30(16:16) |       | Lanxess Arena, Kolonia Widzów: 9 473 Sędzia: Pavićević, Ražnatović |

Mecz o 15. miejsce
| 20 stycznia 201915:30 | Rosja | 28:34(14:17) | Katar | Lanxess Arena, Kolonia Widzów: 12 781 Sędzia: Salah, Brunner |
| 20 stycznia 201915:30 |       | 28:34(14:17) |       | Lanxess Arena, Kolonia Widzów: 12 781 Sędzia: Salah, Brunner |

## Faza zasadnicza

### Grupa 1
| 19 stycznia 201918:00 | Francja | 33:30(17:15) | Hiszpania | Lanxess Arena, Kolonia Widzów: 18 121 Sędzia: Jørum, Kleven |
| 19 stycznia 201918:00 |         | 33:30(17:15) |           | Lanxess Arena, Kolonia Widzów: 18 121 Sędzia: Jørum, Kleven |

| 19 stycznia 201920:30 | Niemcy | 24:19(14:10) | Islandia | Lanxess Arena, Kolonia Widzów: 19 250 Sędzia: Horáček, Novotný |
| 19 stycznia 201920:30 |        | 24:19(14:10) |          | Lanxess Arena, Kolonia Widzów: 19 250 Sędzia: Horáček, Novotný |

| 20 stycznia 201918:00 | Brazylia | 29:26(17:13) | Chorwacja | Lanxess Arena, Kolonia Widzów: 15 227 Sędzia: Jørum, Kleven |
| 20 stycznia 201918:00 |          | 29:26(17:13) |           | Lanxess Arena, Kolonia Widzów: 15 227 Sędzia: Jørum, Kleven |

| 20 stycznia 201920:30 | Islandia | 22:31(11:15) | Francja | Lanxess Arena, Kolonia Widzów: 18 587 Sędzia: Kurtagic, Wetterwik |
| 20 stycznia 201920:30 |          | 22:31(11:15) |         | Lanxess Arena, Kolonia Widzów: 18 587 Sędzia: Kurtagic, Wetterwik |

| 21 stycznia 201918:00 | Hiszpania | 36:24(19:13) | Brazylia | Lanxess Arena, Kolonia Widzów: 17 209 Sędzia: Pavićević, Ražnatović |
| 21 stycznia 201918:00 |           | 36:24(19:13) |          | Lanxess Arena, Kolonia Widzów: 17 209 Sędzia: Pavićević, Ražnatović |

| 21 stycznia 201920:30 | Chorwacja | 21:22(11:11) | Niemcy | Lanxess Arena, Kolonia Widzów: 19 250 Sędzia: Gjeding, Hansen |
| 21 stycznia 201920:30 |           | 21:22(11:11) |        | Lanxess Arena, Kolonia Widzów: 19 250 Sędzia: Gjeding, Hansen |

| 23 stycznia 201915:30 | Brazylia | 32:29(15:15) | Islandia | Lanxess Arena, Kolonia Widzów: 11 027 Sędzia: Jørum, Kleven |
| 23 stycznia 201915:30 |          | 32:29(15:15) |          | Lanxess Arena, Kolonia Widzów: 11 027 Sędzia: Jørum, Kleven |

| 23 stycznia 201918:00 | Francja | 20:23(11:11) | Chorwacja | Lanxess Arena, Kolonia Widzów: 17 191 Sędzia: Horáček, Novotný |
| 23 stycznia 201918:00 |         | 20:23(11:11) |           | Lanxess Arena, Kolonia Widzów: 17 191 Sędzia: Horáček, Novotný |

| 23 stycznia 201920:30 | Niemcy | 31:30(17:16) | Hiszpania | Lanxess Arena, Kolonia Widzów: 19 250 Sędzia: Kurtagic, Wetterwik |
| 23 stycznia 201920:30 |        | 31:30(17:16) |           | Lanxess Arena, Kolonia Widzów: 19 250 Sędzia: Kurtagic, Wetterwik |

### Grupa 2
| 19 stycznia 201918:00 | Tunezja | 23:35(14:19) | Szwecja | Jyske Bank Boxen, Herning Widzów: 14 153 Sędzia: Nachevski, Nikolov |
| 19 stycznia 201918:00 |         | 23:35(14:19) |         | Jyske Bank Boxen, Herning Widzów: 14 153 Sędzia: Nachevski, Nikolov |

| 19 stycznia 201920:30 | Dania | 25:22(15:10) | Węgry | Jyske Bank Boxen, Herning Widzów: 15 001 Sędzia: Schulze, Tönnies |
| 19 stycznia 201920:30 |       | 25:22(15:10) |       | Jyske Bank Boxen, Herning Widzów: 15 001 Sędzia: Schulze, Tönnies |

| 20 stycznia 201918:00 | Węgry | 26:21(16:14) | Tunezja | Jyske Bank Boxen, Herning Widzów: 2 605 Sędzia: Santos, Fonseca |
| 20 stycznia 201918:00 |       | 26:21(16:14) |         | Jyske Bank Boxen, Herning Widzów: 2 605 Sędzia: Santos, Fonseca |

| 20 stycznia 201920:30 | Norwegia | 32:28(16:14) | Egipt | Jyske Bank Boxen, Herning Widzów: 3 643 Sędzia: López, Ramírez |
| 20 stycznia 201920:30 |          | 32:28(16:14) |       | Jyske Bank Boxen, Herning Widzów: 3 643 Sędzia: López, Ramírez |

| 21 stycznia 201918:00 | Szwecja | 27:30(14:17) | Norwegia | Jyske Bank Boxen, Herning Widzów: 11 600 Sędzia: Santos, Fonseca |
| 21 stycznia 201918:00 |         | 27:30(14:17) |          | Jyske Bank Boxen, Herning Widzów: 11 600 Sędzia: Santos, Fonseca |

| 21 stycznia 201920:30 | Egipt | 20:26(7:9) | Dania | Jyske Bank Boxen, Herning Widzów: 13 237 Sędzia: Gubica, Milošević |
| 21 stycznia 201920:30 |       | 20:26(7:9) |       | Jyske Bank Boxen, Herning Widzów: 13 237 Sędzia: Gubica, Milošević |

| 23 stycznia 201915:30 | Tunezja | 23:30(10:15) | Egipt | Jyske Bank Boxen, Herning Widzów: 4 924 Sędzia: Nachevski, Nikolov |
| 23 stycznia 201915:30 |         | 23:30(10:15) |       | Jyske Bank Boxen, Herning Widzów: 4 924 Sędzia: Nachevski, Nikolov |

| 23 stycznia 201918:00 | Norwegia | 35:26(16:13) | Węgry | Jyske Bank Boxen, Herning Widzów: 13 815 Sędzia: Schulze, Tönnies |
| 23 stycznia 201918:00 |          | 35:26(16:13) |       | Jyske Bank Boxen, Herning Widzów: 13 815 Sędzia: Schulze, Tönnies |

| 23 stycznia 201920:30 | Dania | 30:26(13:13) | Szwecja | Jyske Bank Boxen, Herning Widzów: 15 002 Sędzia: López, Ramírez |
| 23 stycznia 201920:30 |       | 30:26(13:13) |         | Jyske Bank Boxen, Herning Widzów: 15 002 Sędzia: López, Ramírez |

## Faza pucharowa
|  |             |           |           |                   |    |          |          |       |
|  | Półfinały   | Półfinały | Półfinały |                   |    | Finał    | Finał    | Finał |
|  | Półfinały   | Półfinały | Półfinały |                   |    | Finał    | Finał    | Finał |
|  | 25 stycznia |           |           |                   |    |          |          |       |
|  |             |           |           |                   |    |          |          |       |
|  | Dania       | Dania     | 38        |                   |    |          |          |       |
|  | Dania       | Dania     | 38        | 27 stycznia       |    |          |          |       |
|  | Francja     | Francja   | 30        |                   |    |          |          |       |
|  | Francja     | Francja   | 30        |                   |    | Norwegia | Norwegia | 22    |
|  | 25 stycznia |           |           |                   |    | Norwegia | Norwegia | 22    |
|  |             |           | Dania     | Dania             | 31 |          |          |       |
|  | Niemcy      | Niemcy    | Dania     | Dania             | 31 | 25       |          |       |
|  | Niemcy      | Niemcy    |           |                   |    |          |          |       |
|  | Norwegia    | Norwegia  | 31        |                   |    |          |          |       |
|  | Norwegia    | Norwegia  | 31        | Mecz o 3. miejsce |    |          |          |       |
|  |             |           |           |                   |    |          |          |       |
|  | 27 stycznia |           |           |                   |    |          |          |       |
|  |             |           |           |                   |    |          |          |       |
|  | Niemcy      | Niemcy    | 25        |                   |    |          |          |       |
|  | Niemcy      | Niemcy    | 25        |                   |    |          |          |       |
|  | Francja     | Francja   | 26        |                   |    |          |          |       |
|  | Francja     | Francja   | 26        |                   |    |          |          |       |

### Półfinały
| 25 stycznia 201917:30 | Dania | 38:30(21:15) | Francja | Barclaycard Arena, Hamburg Widzów: 12 500 Sędzia: Gubica, Milošević |
| 25 stycznia 201917:30 |       | 38:30(21:15) |         | Barclaycard Arena, Hamburg Widzów: 12 500 Sędzia: Gubica, Milošević |

| 25 stycznia 201920:30 | Niemcy | 25:31(12:14) | Norwegia | Barclaycard Arena, Hamburg Widzów: 12 500 Sędzia: Horáček, Novotný |
| 25 stycznia 201920:30 |        | 25:31(12:14) |          | Barclaycard Arena, Hamburg Widzów: 12 500 Sędzia: Horáček, Novotný |

### Mecz o 7. miejsce
| 26 stycznia 201917:30 | Hiszpania | 36:31(17:18) | Egipt | Jyske Bank Boxen, Herning Widzów: 5 318 Sędzia: Gjeding, Hansen |
| 26 stycznia 201917:30 |           | 36:31(17:18) |       | Jyske Bank Boxen, Herning Widzów: 5 318 Sędzia: Gjeding, Hansen |

### Mecz o 5. miejsce
| 26 stycznia 201920:30 | Chorwacja | 28:34(13:16) | Szwecja | Jyske Bank Boxen, Herning Widzów: 6 075 Sędzia: Schulze, Tönnies |
| 26 stycznia 201920:30 |           | 28:34(13:16) |         | Jyske Bank Boxen, Herning Widzów: 6 075 Sędzia: Schulze, Tönnies |

### Mecz o 3. miejsce
| 27 stycznia 201914:30 | Niemcy | 25:26(13:9) | Francja | Jyske Bank Boxen, Herning Widzów: 14 121 Sędzia: Santos, Fonseca |
| 27 stycznia 201914:30 |        | 25:26(13:9) |         | Jyske Bank Boxen, Herning Widzów: 14 121 Sędzia: Santos, Fonseca |

### Finał
| 27 stycznia 201917:30 | Norwegia | 22:31(11:18) | Dania | Jyske Bank Boxen, Herning Widzów: 15 003 Sędzia: Gubica, Milošević |
| 27 stycznia 201917:30 |          | 22:31(11:18) |       | Jyske Bank Boxen, Herning Widzów: 15 003 Sędzia: Gubica, Milošević |

## Klasyfikacja końcowa
| Miejsce | Reprezentacja      | Uwagi                                         |
| ------- | ------------------ | --------------------------------------------- |
| złoto   | Dania              | awans: IO 2020                                |
| srebro  | Norwegia           | awans do turnieju kwalifikacyjnego na IO 2020 |
| brąz    | Francja            | awans do turnieju kwalifikacyjnego na IO 2020 |
| 4       | Niemcy             | awans do turnieju kwalifikacyjnego na IO 2020 |
| 5       | Szwecja            | awans do turnieju kwalifikacyjnego na IO 2020 |
| 6       | Chorwacja          | awans do turnieju kwalifikacyjnego na IO 2020 |
| 7       | Hiszpania          | -                                             |
| 8       | Egipt              | -                                             |
| 9       | Brazylia           | awans do turnieju kwalifikacyjnego na IO 2020 |
| 10      | Węgry              | -                                             |
| 11      | Islandia           | -                                             |
| 12      | Tunezja            | -                                             |
| 13      | Katar              | -                                             |
| 14      | Rosja              | -                                             |
| 15      | Macedonia Północna | -                                             |
| 16      | Chile              | -                                             |
| 17      | Argentyna          | -                                             |
| 18      | Serbia             | -                                             |
| 19      | Austria            | -                                             |
| 20      | Bahrajn            | -                                             |
| 21      | Arabia Saudyjska   | -                                             |
| 22      | Korea              | -                                             |
| 23      | Angola             | -                                             |
| 24      | Japonia            | -                                             |

## Nagrody indywidualne
Nagrody indywidualne otrzymali:
| MVP           | Najlepszy bramkarz     | Najlepszy lewoskrzydłowy | Najlepszy lewy rozgrywający | Najlepszy środkowy rozgrywający | Najlepszy prawy rozgrywający | Najlepszy prawoskrzydłowy | Najlepszy obrotowy |
| ------------- | ---------------------- | ------------------------ | --------------------------- | ------------------------------- | ---------------------------- | ------------------------- | ------------------ |
| Mikkel Hansen | Niklas Landin Jacobsen | Magnus Jøndal            | Sander Sagosen              | Rasmus Lauge                    | Fabian Wiede                 | Ferran Solé               | Bjarte Myrhol      |